# Page (Ausztráliai fővárosi terület)
Page a főváros, Canberra egyik elővárosa Belconnen kerületben. A város Sir Earle Page-ről kapta nevét, aki ausztrál miniszterelnök volt . A város utcáit ausztrál tudósokról nevezték el. 
A település utcái megtekinthetők a Google Street View (Utcakép) szolgáltatással.

## Földrajza
A szilur földtörténeti korból származó riodácit kőzeteket lehet találni a város területének déli részén, illetve a városközpontban, amelyek a Walker vulkán működésének tanúi. A város nyugati része alatt egy homokkőlencse található. A terület középnyugati részén lila és szürkészöld dácit található, amelyet a vulkán 
korábbi működései hoztak felszínre.

## Fordítás
Ez a szócikk részben vagy egészben  a   Page, Australian Capital Territory című angol Wikipédia-szócikk ezen változatának fordításán alapul.  Az eredeti cikk szerkesztőit annak laptörténete sorolja fel. Ez a jelzés csupán a megfogalmazás eredetét és a szerzői jogokat jelzi, nem szolgál a cikkben szereplő információk forrásmegjelöléseként.